# کلی خمالو
کلی و نهلانهلا خومالو (زاده ۱۱ نوامبر ۱۹۸۴) خواننده، ترانه‌سرا، بازیگر و رقصنده آفریقای جنوبی است. او در وسلوروس متولد شد و بعداً به نقوتو، کوازولو-ناتال نقل مکان کرد.
نهمین آلبوم خومالو به نام صدای آفریقا (۲۰۲۰)، که شامل عناصر ریتم اند بلوز، گاسپل و پاپ آفریقایی بود. این آلبوم در آفریقای جنوبی گواهی طلا گرفت.